# NGC 820
NGC 820 è una galassia a spirale situata nella costellazione dell'Ariete, a una distanza di circa 200 milioni di anni luce dalla nostra Via Lattea.

## Scoperta
La galassia è stata scoperta il 7 settembre 1828 dall'astronomo britannico John Herschel.

## Descrizione
NGC 820 ha una classe di luminosità II e presenta una larga riga a 21 cm dell'idrogeno neutro.

## Supernova
Il 21 luglio 2002 all'interno di NGC 820 è stata scoperta la supernova SN 2002ea dall'astronomo amatoriale statunitense Tim Puckett e dal canadese Jack Newton. La supernova è stata classificata di tipo IIn.

## Gruppo di NGC 820
La galassia NGC 820 è la più vasta e la più brillante di un trio di galassie. Le altre due galassie del Gruppo di NGC 820 sono UGC 1630  e UGC 1689.